# Kaoru Yosano

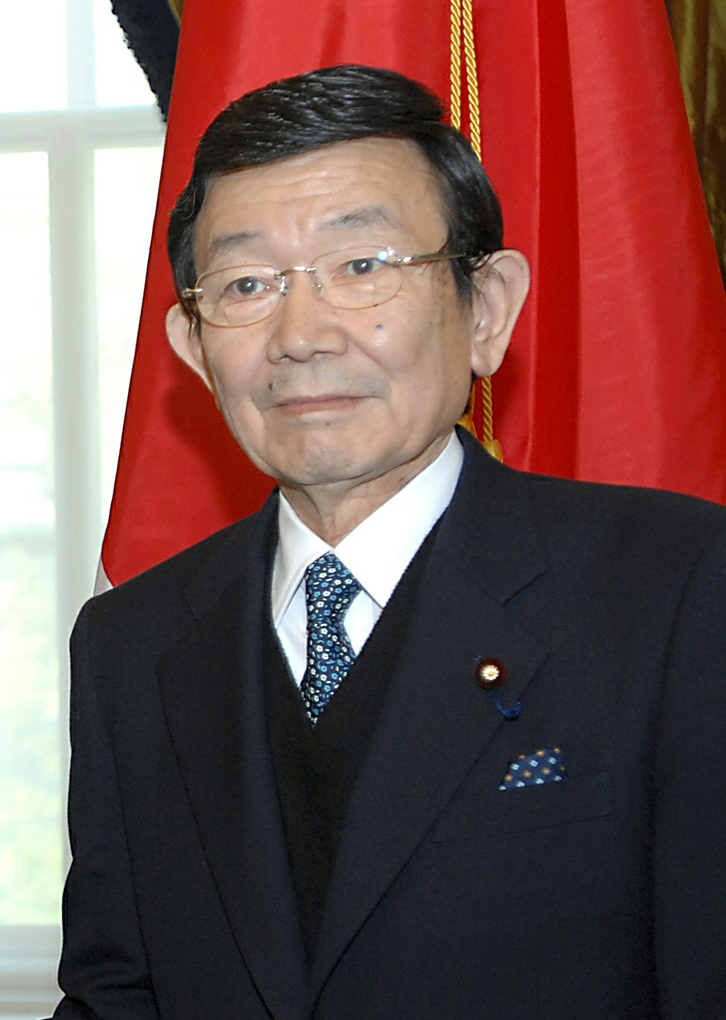
Kaoru Yosano (2009)

Kaoru Yosano (jap. 与謝野 馨, Yosano Kaoru; * 22. August 1938 in Chiyoda; †  21. Mai 2017 in der Präfektur Tokio) war ein japanischer Politiker. Bis 2012 war er Abgeordneter im Shūgiin, dem Unterhaus des nationalen Parlaments, dem er mit Unterbrechungen seit 1976 angehört hatte. Seit den 1990er Jahren war er Minister in mehreren Kabinett zuletzt 2011 im Kabinett Kan. Er war bis 2010 Mitglied der Liberaldemokratischen Partei (LDP), innerhalb derer er keiner Faktion angehörte, danach bis 2011 Mitglied von Tachiagare Nippon, 2011 vorübergehend parteiloses Mitglied der Fraktion der Demokratischen Partei.

## Leben
Kaoru Yosano wurde als Sohn des Diplomaten Shigeru Yosano, der wiederum der zweite Sohn der Dichterin und Frauenrechtlerin Akiko Yosano und des Dichters Tekkan Yosano war, geboren. Yosano besuchte unter anderem Schulen in Heliopolis, Kairo, in Spanien und Arabien. Er studierte Rechtswissenschaften an der Universität Tokio. Nach seinem Abschluss 1963 arbeitete er zunächst als Angestellter des Atomkraftwerksbetreibers Nihon Genshiryoku Hatsuden K.K. (JAPC). 1969 wurde er Büroleiter von Yasuhiro Nakasone, ein Jahr später sein Sekretär als Leiter der Verteidigungsbehörde.
Nach einem gescheiterten Versuch 1972 wurde Yosano 1976 für den 1. Wahlkreis Tōkyō ins Shūgiin gewählt. Er schloss sich der Nakasone-Faktion an. 1979 wurde er abgewählt, 1980 als Kandidat mit den meisten Stimmen zurück ins Shūgiin gewählt. Bei der Wahlrechtsreform 1994 wurde sein Wahlkreis in den 1. und 8. Wahlkreis aufgeteilt. Bei der Shūgiin-Wahl 2000 verlor er den 1. Wahlkreis – nun ein Einpersonenwahlkreis – an den DPJ-Kandidaten Banri Kaieda. Er wurde erst 2003 über die Verhältniswahl wiedergewählt und schloss sich keiner Faktion mehr an. Seinen Wahlkreis konnte er 2005 zurückgewinnen, verlor ihn aber 2009 erneut an Kaieda.
Im Kabinett Murayama wurde Yosano 1994 erstmals Minister und erhielt das Bildungsressort bis 1995. Von 1998 bis 1999 war er Minister für Internationalen Handel und Industrie, von 2005 bis 2006 Staatsminister für Wirtschafts- und Finanzpolitik, 2007 dann für kurze Zeit Kabinettssekretär. Von 2004 bis 2005 leitete Yosano den Politikforschungsrat (PARC) der LDP. Im August 2008 berief ihn Premierminister Yasuo Fukuda erneut als Staatsminister für Wirtschafts- und Finanzpolitik. Nach Fukudas Rücktritt kurz darauf kandidierte Yosano bei der Wahl des LDP-Vorsitzenden um Fukudas Nachfolge und erhielt den zweithöchsten Stimmenanteil hinter Tarō Asō. Dieser beließ ihn bei Amtsantritt als Premierminister auf seinem Ministerposten. Am 17. Februar 2009 übernahm er nach dem Rücktritt Shōichi Nakagawas auch das Amt des Finanzministers. Am 2. Juli 2009 löste ihn Yoshimasa Hayashi als Staatsminister für Wirtschafts- und Finanzpolitik ab. Er blieb bis September 2009 Finanzminister.
Im April 2010 verließ Yosano die LDP und gründete mit Takeo Hiranuma (Hiranuma-Gruppe) die Partei Tachiagare Nippon („Steh auf, Japan“). Ende 2010 führte Yosano Verhandlungen mit Premierminister Naoto Kan über eine Regierungszusammenarbeit mit der Demokratischen Partei, die seine Parteikollegen aber ablehnten. Am 13. Januar 2011 trat Yosano aus der Partei aus, einen Tag später wurde er bei einer Kabinettsumbildung erneut als Staatsminister beim Kabinettsbüro für besondere Aufgaben für Wirtschafts- und Finanzpolitik, Bekämpfung des Geburtenrückgangs und Geschlechtergleichstellung berufen und erhielt auch die Zuständigkeit für eine „integrierte Sozialversicherungs- und Steuerreform“ (shakai hoshō, zei ittai kaikaku). Am 18. Januar 2011 trat Yosano der DPJ-Shūgiin-Fraktion „Demokratische Partei/Unabhängiger Klub“ bei, die er aber bald wieder verließ. Im September 2011 übernahm ihn Kans Nachfolger Yoshihiko Noda nicht in sein Kabinett, seine Ministerpositionen übernahm Motohisa Furukawa.
Zur Shūgiin-Wahl 2012 trat Yosano nicht mehr an und zog sich aus der aktiven Politik zurück.
Am 21. Mai 2017 starb er an einer Lungenentzündung im Alter von 78 Jahren in einem Krankenhaus in der Präfektur Tokio.